# Communauté de communes du Val des Mauves
Die Communauté de communes du Val des Mauves ist ein ehemaliger französischer Gemeindeverband mit der Rechtsform einer Communauté de communes im Département Loiret in der Region Centre-Val de Loire. Sie wurde am 7. Dezember 2011 gegründet und umfasste acht Gemeinden. Der Verwaltungssitz befand sich im Ort Meung-sur-Loire.

## Historische Entwicklung
Mit Wirkung vom 1. Januar 2017 fusionierte der Gemeindeverband mit
- Communauté de communes de la Beauce Oratorienne,
- Communauté de communes du Canton de Beaugency sowie
- Communauté de communes du Val d’Ardoux

und bildete so die Nachfolgeorganisation Communauté de communes des Terres du Val de Loire.

## Ehemalige Mitgliedsgemeinden
1. Baccon
2. Le Bardon
3. Chaingy
4. Coulmiers
5. Huisseau-sur-Mauves
6. Meung-sur-Loire
7. Rozières-en-Beauce
8. Saint-Ay